# Buzoești, Argeș
Buzoești este un sat în comuna cu același nume din județul Argeș, Muntenia, România.

## Personalități
- Constantin Pârvu (1928 - 2017), preot